# Warszawskie Muzeum Chleba

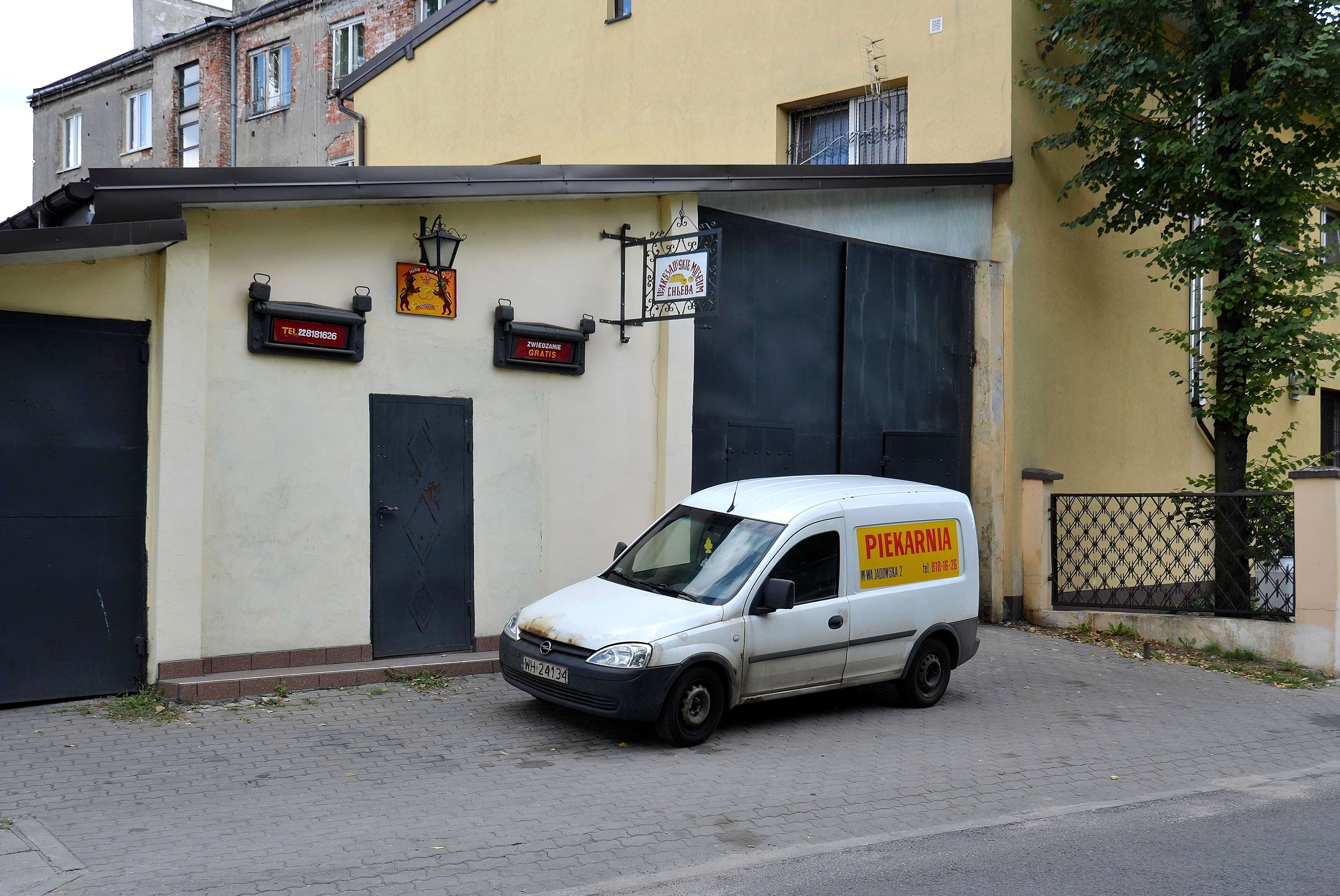
Wejście do muzeum

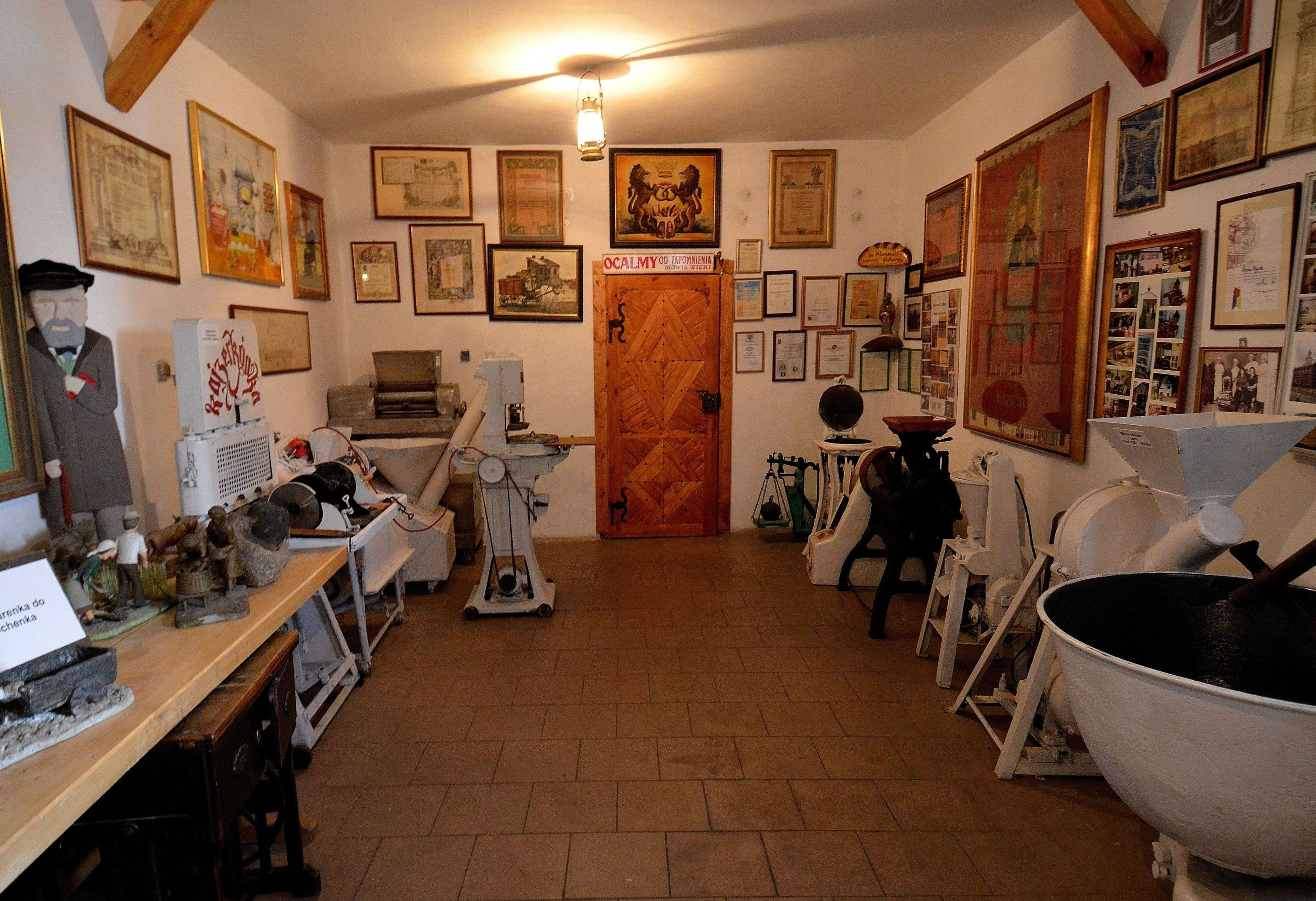
Fragment ekspozycji

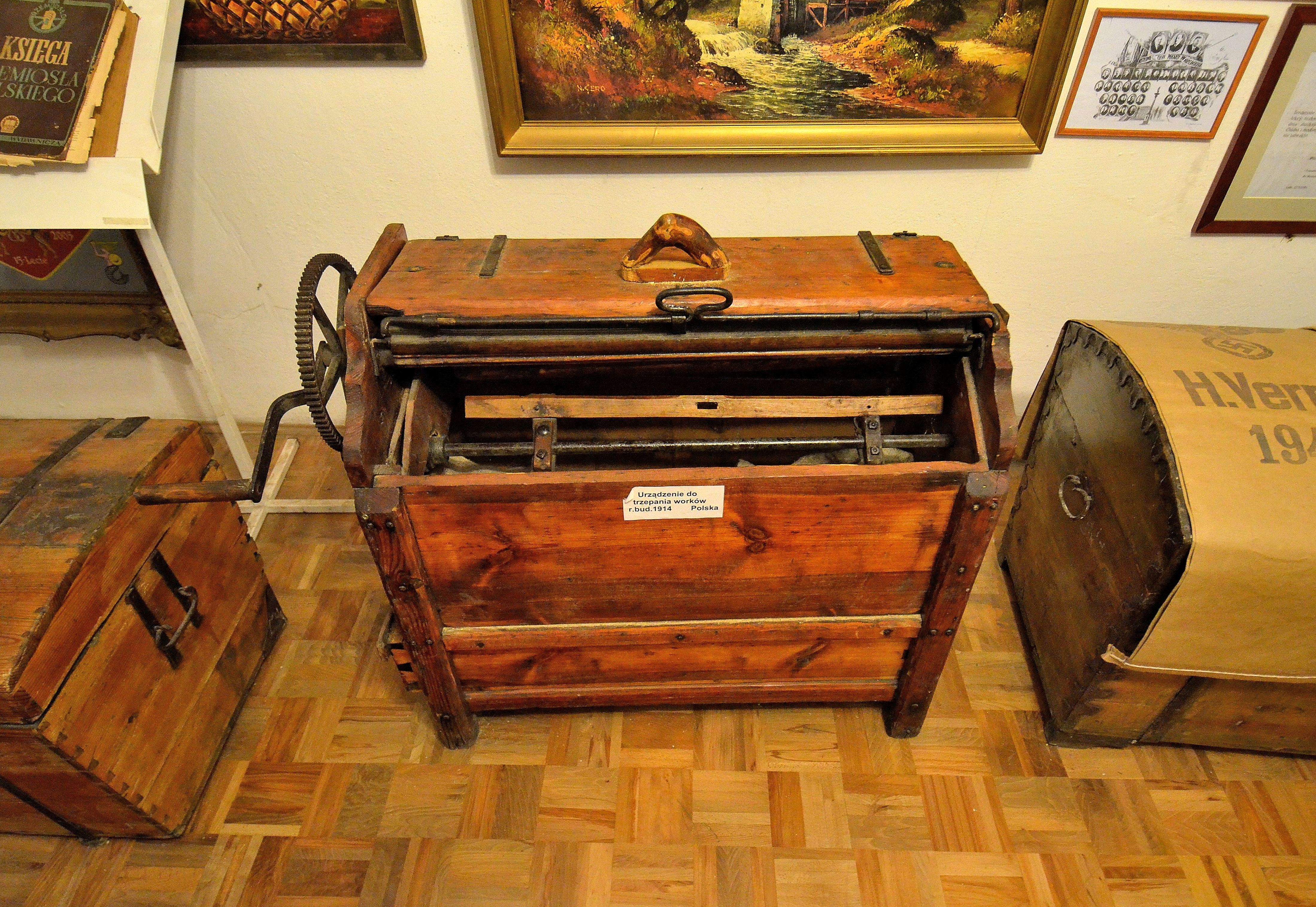
Urządzenie do trzepania worków po mące

Warszawskie Muzeum Chleba – prywatne muzeum znajdujące się w Warszawie na Pradze-Północ przy ul. Jadowskiej 2 gromadzące eksponaty związane z historią piekarnictwa i cukiernictwa.

## Historia
Muzeum powstało w 2000 z inicjatywy Mariana Pozorka, piekarza od 1959 i członka stołecznego Cechu Piekarzy.
Jest jedną z najmniejszych placówek muzealnych w Warszawie. Gromadzone od lat 80. XX wieku zbiory prezentowane są w trzech salach w garażu budynku, w którym mieści się piekarnia Mariana Pozorka. Założyciel muzeum zmarł 7 grudnia 2015.

## Eksponaty
Wśród zgromadzonych eksponatów znajdują się m.in.:
- maszyna do mielenia ziarna z 1890 (Wielka Brytania)
- przesiewacz do mąki z 1902
- dzielarka ręczna do bułek na 20 kawałków ciasta (tzw. kęsów) z 1910
- walcarka do maku i sera z 1912
- urządzenie do trzepania worków po mące z 1914
- rogalikarka z 1916 (Austro-Węgry)
- kajzerkówka bębnowa z 1920 (Polska)
- kajzerkówki dwusztancowe z 1936 (Polska) i 1942 (Austria)
- kajzerkówka czterosztancowa z 1942 (Niemcy)
- krajalnice do chleba
- urządzenie do tłoczenia pierników
- gofrownice
- młynki do bułki tartej
- formy do wypieku chleba, pierników i opłatków
- tygielki do kandyzowania owoców
- strychówki (pędzle do smarowania chleba wodą przed włożeniem go do pieca i po upieczeniu)
- bezmiany, wagi i odważniki
- dzieża (tzw. bajta) i drewniane niecki do ręcznego wyrabiania ciasta
- łopaty piekarskie
- dyplomy mistrzowskie i czeladnicze (polskie, rosyjskie, niemieckie i austriackie), kalendarze piekarskie, zdjęcia, a także wizerunki św. Klemensa – patrona piekarzy i cukierników.

W muzeum również obejrzeć m.in. kwit na sól piekarniczą opłacony w talarach z 1867 (najstarszy eksponat w muzeum), wydany w 1873 przez Urząd Starszych Zgromadzenia Piekarzy Warszawskich certyfikat dopuszczenia do produkcji piekarskiej drożdży firmy Mautner i s-ka, niemieckie worki na mąkę z 1940 i 1944 z hitlerowską gapą, kartki na chleb, sztandar warszawskiego Cechu Piekarzy z 1947 oraz tabela dozowania ciasta i wagi pieczywa po wypieku z 1952.